# إد ويلر (لاعب كرة قدم)
إد ويلر (بالإنجليزية: Ed Wheeler)‏ هو لاعب كرة قاعدة ولاعب كرة قدم أمريكي، ولد في 15 يونيو 1878 في Sherman, Michigan ‏ في الولايات المتحدة، وتوفي في 15 أغسطس 1960 في فورت وورث في الولايات المتحدة. لعب مع توليدو مود هنس.

## وصلات خارجية
- إد ويلر على موقعبيزبول رفرنس.كوم (الدوري الرئيسي) (الإنجليزية)
- إد ويلر على موقعبيزبول رفرنس.كوم (الدوري الثانوي) (الإنجليزية)